# Hydraena miniretia
Hydraena miniretia är en skalbaggsart som beskrevs av Perkins 2007. Hydraena miniretia ingår i släktet Hydraena och familjen vattenbrynsbaggar. Inga underarter finns listade i Catalogue of Life.